# NGC 5378
NGC 5378 est une vaste galaxie spirale barrée située dans la constellation des Chiens de chasse. Sa vitesse par rapport au fond diffus cosmologique est de 3 176 ± 14 km/s, ce qui correspond à une distance de Hubble de 46,9 ± 3,3 Mpc (∼153 millions d'al). NGC 5378 a été découvert par l'astronome britannique John Herschel en 1831.
La classe de luminosité de NGC 5378 est I et elle présente une large raie HI. Selon la base de données Simbad, NGC 5378 est une galaxie LINER, c'est-à-dire une galaxie dont le noyau présente un spectre d'émission caractérisé par de larges raies d'atomes faiblement ionisés.
En raison d'une brillance de surface égale à 14,43 mag/am2, on peut qualifier NGC 5379 de galaxie à faible brillance de surface (LSB en anglais pour low surface brightness). Les galaxies LSB sont des galaxies diffuses (D) avec une brillance de surface inférieure de moins d'une magnitude à celle du ciel nocturne ambiant.

## Supernova
La supernova SN 1991ak a été découverte dans NGC 5378 le 15 juillet par l'astronome suisse Paul Wild de l'université de Berne. Cette supernova était de type Ia.

## Groupe de NGC 5378
NGC 5378 est la plus vaste galaxie d'un trio. Les deux autres galaxies du groupe de NGC 5378 sont NGC 5380 et UGC 8778.
D'autre part, Abraham Mahtessian place les galaxies NGC 5378 et NGC 5380 dans un autre groupe avec les galaxies NGC 5341, NGC 5351, NGC 5394 et NGC 5395. Ces quatre galaxies sont placées dans le groupe de NGC 5395 en compagnie d'UGC 8806 par Garcia. Dépendant des critères de regroupement utilisés, ces deux groupes pourraient sans doute être réunis pour former un groupe de huit galaxies.